# Хоккей с шайбой на зимних Олимпийских играх 1968

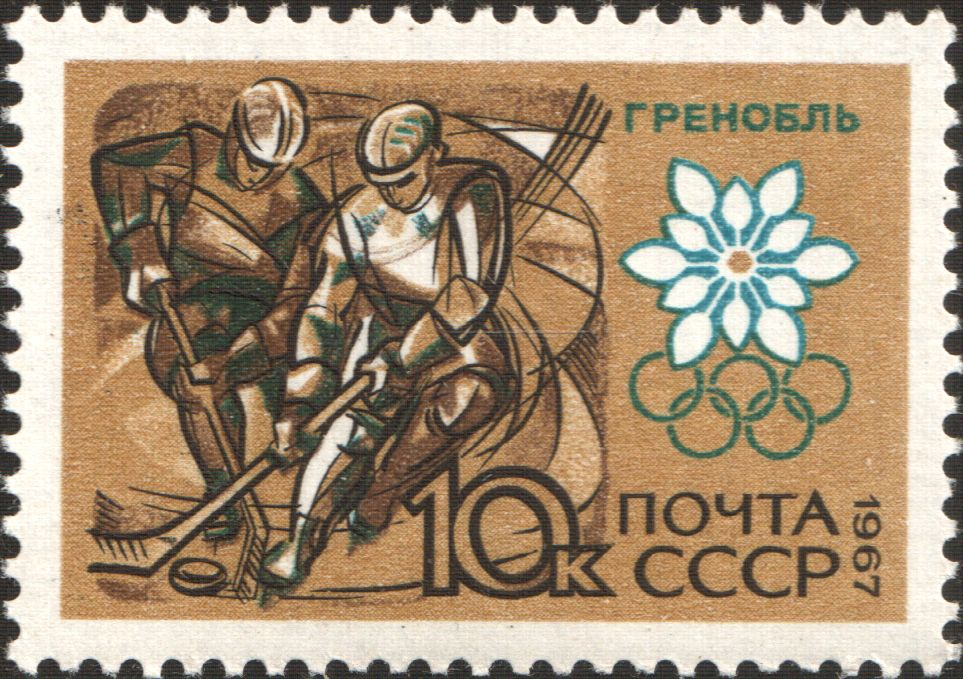
Почтовая марка СССР

35-й чемпионат мира и 46-й чемпионат Европы проходил в рамках X Зимних Олимпийских игр в городе Гренобль (Франция), с 6 по 17 февраля 1968 года.
Одновременно с турниром сильнейших сборных (Группа А) проходили турниры в группе В.
Перед началом соревнований прошли квалификационные игры за право играть в группе А:
 Финляндия —  Югославия 11:2 

 ГДР —  Норвегия 3:1 

 ФРГ —  Румыния 7:0
Турнир проходил в один круг.
Судьба медалей Игр решилась в последнем туре турнира. Обыграв СССР (5:4), чехословацкая команда имела шанс выиграть золотые медали в случае победы в последнем матче, но не сумела переиграть шведов (2:2). Советская сборная воспользовалась своим шансом, разгромив канадцев (5:0), которые также претендовали на первое место, и сохранила звание олимпийских чемпионов.
Олимпиада в Гренобле стала последней, в ходе которой также определялся чемпион мира и чемпион Европы.

## Результаты матчей
| М | Команды      | 1    | 2    | 3    | 4   | 5   | 6    | 7   | 8    | Ш     | О  |
| - | ------------ | ---- | ---- | ---- | --- | --- | ---- | --- | ---- | ----- | -- |
|   | СССР         | •    | 4:5  | 5:0  | 3:2 | 8:0 | 10:2 | 9:1 | 9:0  | 48-10 | 12 |
|   | Чехословакия | 5:4  | •    | 2:3  | 2:2 | 4:3 | 5:1  | 5:1 | 10:3 | 33-17 | 11 |
|   | Канада       | 0:5  | 3:2  | •    | 3:0 | 2:5 | 3:2  | 6:1 | 11:0 | 28-15 | 10 |
| 4 | Швеция       | 2:3  | 2:2  | 0:3  | •   | 5:1 | 4:3  | 5:4 | 5:2  | 23-18 | 9  |
| 5 | Финляндия    | 0:8  | 3:4  | 5:2  | 1:5 | •   | 1:1  | 4:1 | 3:2  | 17-23 | 7  |
| 6 | США          | 2:10 | 1:5  | 2:3  | 3:4 | 1:1 | •    | 8:1 | 6:4  | 23-28 | 5  |
| 7 | ФРГ          | 1:9  | 1:5  | 1:6  | 4:5 | 1:4 | 1:8  | •   | 4:2  | 13-39 | 2  |
| 8 | ГДР          | 0:9  | 3:10 | 0:11 | 2:5 | 2:3 | 4:6  | 2:4 | •    | 13-48 | 0  |

| 6 февраля 1968 | СССР | 8:0 (3:0, 2:0, 3:0) | Финляндия | Дворец спорта, Гренобль Зрителей: 3000 |

| Отчёт | Отчёт                            | Отчёт   | Отчёт                     | Отчёт                 |
| --- | -------------------------------- | ------- | ------------------------- | --------------------- |
| |                                  |         |                           |                       |
| | Виктор Коноваленко 00:00 — 60:00 | Вратари | 00:00 — 60:00 Урпо Илонен | Судьи: Коринек Букала |
| | Голы:                            |         |                           | Судьи: Коринек Букала |
| Вячеслав Старшинов 4:02 Анатолий Фирсов (В.Полупанов) 12:48 Виктор Полупанов 15:54 Евгений Мишаков (Ю.Моисеев) 33:28 Евгений Мишаков (В.Старшинов) 38:31 Вячеслав Старшинов 47:32 Евгений Зимин (мен.) 51:44 Евгений Зимин (В.Старшинов) 59:41 | 1:0 2:0 3:0 4:0 5:0 6:0 7:0 8:0  |         |                           | Судьи: Коринек Букала |
| |                                  |         |                           | Судьи: Коринек Букала |
| |                                  |         |                           | Судьи: Коринек Букала |
| |                                  |         |                           | Судьи: Коринек Букала |
| 12 мин | Штраф                            | 18 мин  |                           | Судьи: Коринек Букала |
| |                                  |         |                           |                       |
| | 43 (16+21+6)                     | Броски  | 22 (5+9+8)                |                       |

| 6 февраля 1968 | Чехословакия | 5:1 (1:1, 2:0, 2:0) | США | Гренобль |

| Отчёт | Отчёт                   | Отчёт             | Отчёт      | Отчёт                  |
| --- | ----------------------- | ----------------- | ---------- | ---------------------- |
| |                         |                   |            |                        |
| | Владимир Дзурилла       | Вратари           | Пэт Рапп   | Судьи: Дальберг Викинг |
| | Голы:                   |                   |            | Судьи: Дальберг Викинг |
| Ян Сухи 5:30 Ян Хавел (Ф.Поспишил) 22:01 Ярослав Иржик (Й.Голонка) 39:46 Петр Хейма (Й.Черны) 41:47 Иржи Холик (В.Недомански) 55:07 | 1:0 1:1 2:1 3:1 4:1 5:1 | 16:22 Дуг Вольмар |            | Судьи: Дальберг Викинг |
| |                         |                   |            | Судьи: Дальберг Викинг |
| |                         |                   |            | Судьи: Дальберг Викинг |
| |                         |                   |            | Судьи: Дальберг Викинг |
| 2 мин | Штраф                   | 6 мин             |            | Судьи: Дальберг Викинг |
| |                         |                   |            |                        |
| | 41 (10+18+13)           | Броски            | 20 (5+8+7) |                        |

| 6 февраля 1968 | Канада | 6:1 (0:0, 4:1,2:0) | ФРГ | Малая Олимпийская Арена, Гренобль Зрителей: 2500 |

| Отчёт | Отчёт                        | Отчёт                            | Отчёт                      | Отчёт                 |
| --- | ---------------------------- | -------------------------------- | -------------------------- | --------------------- |
| |                              |                                  |                            |                       |
| | Уэйн Стивенсон 00:00 - 60:00 | Вратари                          | 00:00 - 60:00 - Зепп Шрамм | Судьи: Сеглин Снетков |
| | Голы:                        |                                  |                            | Судьи: Сеглин Снетков |
| Рэй Кадьё (М.Джонстон) 20:09 Гэри Дайнин (Б.Макмиллан) бол 24:29 Моррис Мотт (Ф.Хакк) 26:08 Фрэнсис Хакк (М.Мотт) 31:35 Роджер Бурбоннэ (Б.Маккензи) 51:30 Роджер Бурбоннэ (Т.Харгривс) 59:55 | 1:0 2:0 3:0 4:0 4:1 5:1 6:1  | 35:25 бол - Эрнст Копф (Г.Ханиг) |                            | Судьи: Сеглин Снетков |
| |                              |                                  |                            | Судьи: Сеглин Снетков |
| |                              |                                  |                            | Судьи: Сеглин Снетков |
| |                              |                                  |                            | Судьи: Сеглин Снетков |
| 8 мин | Штраф                        | 8 мин                            |                            | Судьи: Сеглин Снетков |
| |                              |                                  |                            |                       |
| | 37 (12+6+9)                  | Броски                           | 20 (5+8+7)                 |                       |

| 7 февраля 1968 | Швеция | 4:3 (0:0, 4:2, 0:1) | США | Гренобль |

| Отчёт | Отчёт                        | Отчёт                                                                                                | Отчёт                  | Отчёт                  |
| --- | ---------------------------- | --- | ---------------------- | ---------------------- |
| |                              | |                        |                        |
| | Лейф Холмквист 00:00 - 60:00 | Вратари                                                                                              | 00:00 - 60:00 Пэт Рапп | Судьи: Макевой Кубеник |
| | Голы:                        | |                        | Судьи: Макевой Кубеник |
| Ларс Нильссон (Х.Викберг) 21:54 Хаакан Викберг 24:12 Хенрик Хедлунд (Роджер Олссон) 26:09 Фолк Бенгтссон (К.Эберг) 31:50 | 1:0 1:1 1:2 2:2 3:2 3:3 4:3  | 24:00 Крейг Фолкмэн (Л.Лилихольм) 23:14 - бол Лэн Лилихольм (К.Фолкмэн) 23:28 Лоу Нэнн (Дж.Мориссон) |                        | Судьи: Макевой Кубеник |
| |                              | |                        | Судьи: Макевой Кубеник |
| |                              | |                        | Судьи: Макевой Кубеник |
| |                              | |                        | Судьи: Макевой Кубеник |
| 12 мин | Штраф                        | 16 мин                                                                                               |                        | Судьи: Макевой Кубеник |
| |                              | |                        |                        |
| | 38 (8-17-13)                 | Броски                                                                                               | 15 (6-3-6)             |                        |

| 7 февраля 1968 | СССР | 9:0 (4:0, 2:0, 3:0) | ГДР | Гренобль |

| Отчёт | Отчёт                               | Отчёт   | Отчёт                     | Отчёт                   |
| --- | ----------------------------------- | ------- | ------------------------- | ----------------------- |
| |                                     |         |                           |                         |
| | Виктор Зингер 00:00 - 60:00         | Вратари | 00:00 - 60:00 Клаус Хирхе | Судьи: Вициск Юханессен |
| | Голы:                               |         |                           | Судьи: Вициск Юханессен |
| Евгений Мишаков (В.Александров) 7:50 Вячеслав Старшинов (Е.Зимин) 12:51 Вениамин Александров (Ю.Моисеев) 15:19 Анатолий Фирсов (В.Полупанов) 17:44 Владимир Викулов (В.Полупанов) 29:57 Анатолий Фирсов (А.Рагулин) 37:03 Олег Зайцев (В.Александров) 40:53 Владимир Викулов 43:23 Анатолий Фирсов (В.Блинов) - бол 51:42 | 1:0 2:0 3:0 4:0 5:0 6:0 7:0 8:0 9:0 |         |                           | Судьи: Вициск Юханессен |
| |                                     |         |                           | Судьи: Вициск Юханессен |
| |                                     |         |                           | Судьи: Вициск Юханессен |
| |                                     |         |                           | Судьи: Вициск Юханессен |
| 8 мин | Штраф                               | 8 мин   |                           | Судьи: Вициск Юханессен |
| |                                     |         |                           |                         |
| | 35 (12+10+13)                       | Броски  | 15 (6+3+6)                |                         |

| 8 февраля 1968 | Чехословакия | 5:1 (1:0, 2:0, 2:1) | ФРГ | Гренобль |

| Отчёт | Отчёт                           | Отчёт                      | Отчёт                    | Отчёт                   |
| --- | ------------------------------- | -------------------------- | ------------------------ | ----------------------- |
| |                                 |                            |                          |                         |
| | Владимир Дзурилла 00:00 - 60:00 | Вратари                    | 00:00 - 60:00 Зепп Шрамм | Судьи: Кубеник Маккейон |
| | Голы:                           |                            |                          | Судьи: Кубеник Маккейон |
| Ян Хрбаты 13:12 Йозеф Голонка (Я.Хрбаты) 36:31 Ян Хавел (Я.Сухи) 37:09 Петр Хейма (Я.Хавел) 42:34 Франтишек Шевчик (Й.Голонка) 59:31 | 1:0 2:0 3:0 4:0 4:1 5:1         | 53:44 Петер Лакс (Х.Бадер) |                          | Судьи: Кубеник Маккейон |
| |                                 |                            |                          | Судьи: Кубеник Маккейон |
| |                                 |                            |                          | Судьи: Кубеник Маккейон |
| |                                 |                            |                          | Судьи: Кубеник Маккейон |
| 14 мин | Штраф                           | 12 мин                     |                          | Судьи: Кубеник Маккейон |
| |                                 |                            |                          |                         |
| | 43 (14+14+15)                   | Броски                     | 15 (1+6+8)               |                         |

| 8 февраля 1968 | Финляндия | 5:2 (2:1, 1:0, 2:1) | Канада | Гренобль |

| Отчёт | Отчёт                       | Отчёт                                                        | Отчёт                      | Отчёт                |
| --- | --------------------------- | ------------------------------------------------------------ | -------------------------- | -------------------- |
| |                             |                                                              |                            |                      |
| | Урпо Илонен 00:00 - 60:00   | Вратари                                                      | 00:00 - 60:00 Кен Бродерик | Судьи: Трекбл Сеглин |
| | Голы:                       |                                                              |                            | Судьи: Трекбл Сеглин |
| Матти Кейнонен 7:16 Лассе Оксанен (В.П.Кетола) 12:59 Йорма Пелтонен (П.Лейму) - бол 33:06 Илпо Коскела 48:26 Ю.Вальстен 59:26 | 1:0 2:0 2:1 3:1 4:1 5:1 5:2 | 14:47 Дэнни О`Ши (Б.Макмиллан) 52:49 Билл Макмиллан (Д.О`Ши) |                            | Судьи: Трекбл Сеглин |
| |                             |                                                              |                            | Судьи: Трекбл Сеглин |
| |                             |                                                              |                            | Судьи: Трекбл Сеглин |
| |                             |                                                              |                            | Судьи: Трекбл Сеглин |
| 0 мин | Штраф                       | 12 мин                                                       |                            | Судьи: Трекбл Сеглин |
| |                             |                                                              |                            |                      |
| | 26 (8+8+10)                 | Броски                                                       | 37 (13+11+13)              |                      |

| 9 февраля 1968 | СССР | 10:2 (6:0, 4:2, 0:0) | США | Стад де Глас, Гренобль |

| Отчёт | Отчёт                                            | Отчёт                                                      | Отчёт               | Отчёт                   |
| --- | ------------------------------------------------ | ---------------------------------------------------------- | ------------------- | ----------------------- |
| |                                                  |                                                            |                     |                         |
| | Виктор Коноваленко                               | Вратари                                                    | Джим Логью Пэт Рапп | Судьи: Дальберг Кубеник |
| | Голы:                                            |                                                            |                     | Судьи: Дальберг Кубеник |
| Виктор Кузькин - бол 2:51 Виктор Блинов (А.Фирсов) 3:24 - бол Анатолий Фирсов 3:52 Вячеслав Старшинов (В.Давыдов) 6:01 Виктор Полупанов - бол 19:26 Виктор Блинов (В.Викулов) 19:57 Виктор Полупанов (А.Фирсов) 20:51 Юрий Моисеев (А. Ионов) 29:52 Анатолий Фирсов 32:35 Анатолий Фирсов (В.Полупанов) 39:40 | 1:0 2:0 3:0 4:0 5:0 6:0 7:0 7:1 7:2 8:2 9:2 10:2 | 25:45 Дон Росс (Дж.Канниф) 28:16 Джон Моррисон (Д.Вольмар) |                     | Судьи: Дальберг Кубеник |
| |                                                  |                                                            |                     | Судьи: Дальберг Кубеник |
| |                                                  |                                                            |                     | Судьи: Дальберг Кубеник |
| |                                                  |                                                            |                     | Судьи: Дальберг Кубеник |
| 10 мин | Штраф                                            | 18 мин                                                     |                     | Судьи: Дальберг Кубеник |
| |                                                  |                                                            |                     |                         |
| | 52 (28+14+10)                                    | Броски                                                     | 24 (4+8+12)         |                         |

| 9 февраля 1968 | Швеция | 5:4 (4:3, 0:0, 1:1) | ФРГ | Гренобль |

| Отчёт | Отчёт                               | Отчёт | Отчёт                    | Отчёт                 |
| --- | ----------------------------------- | --- | ------------------------ | --------------------- |
| |                                     | |                          |                       |
| | Лейф Холмквист 00:00 - 60:00        | Вратари | 00:00 - 60:00 Зепп Шрамм | Судьи: Коринек Вукала |
| | Голы:                               | |                          | Судьи: Коринек Вукала |
| Леннарт Сведберг 25:47 Торд Лундстрём (Л.Нильссон) - бол 27:15 Берт Нордландер 28:31 Роджер Ульссон (Л.Хенрикссон) - бол 35:13 Карл Эберг 58:19 | 1:0 1:1 2:1 3:1 3:2 3:3 4:3 4:4 5:4 | 26:32 - бол Бернд Кун (Л.Вайтль) 33:00 - бол Густав Ханик (Э.Кёпф) 34:50 - мен Зепп Райф 45:33 Эрнст Кёпф (П.Лакс) |                          | Судьи: Коринек Вукала |
| |                                     | |                          | Судьи: Коринек Вукала |
| |                                     | |                          | Судьи: Коринек Вукала |
| |                                     | |                          | Судьи: Коринек Вукала |
| 10 мин | Штраф                               | 8 мин |                          | Судьи: Коринек Вукала |
| |                                     | |                          |                       |
| | 33 (9+9+15)                         | Броски | 22 (10+5+7)              |                       |

| 9 февраля 1968 | Канада | 11:0 (4:0, 4:0,3:0) | ГДР | Гренобль |

| Отчёт | Отчёт                                         | Отчёт   | Отчёт                                                 | Отчёт                    |
| --- | --------------------------------------------- | ------- | ----------------------------------------------------- | ------------------------ |
| |                                               |         |                                                       |                          |
| | Уэйн Стивенсон 00:00 - 60:00                  | Вратари | 00:00 - 10:00 Дитер Пюршель 10:00 - 60:00 Клаус Хирхе | Судьи: Тремб Силланкорва |
| | Голы:                                         |         |                                                       | Судьи: Тремб Силланкорва |
| Тед Харгривс (Т. О`Мэлли) 4:00 Дэнни О`Ши (Р. Бурбоннэ) 7:00 Моррис Мотт (Р. Бурбоннэ) 10:00 Фрэнсис Хакк (Г. Дайнин) 19:00 Роджер Бурбоннэ (Джонстон) 22:00 Моррис Мотт (Р. Кадьё) 22:00 Стив Монтей 35:00 Моррис Мотт (Б. Маккензи) 36:00 Моррис Мотт (Ф. Хакк)47:00 Хэрб Пиндер 54:00 Фрэнсис Хакк (М. Джонстон) 59:00 | 1:0 2:0 3:0 4:0 5:0 6:0 7:0 8:0 9:0 10:0 11:0 |         |                                                       | Судьи: Тремб Силланкорва |
| |                                               |         |                                                       | Судьи: Тремб Силланкорва |
| |                                               |         |                                                       | Судьи: Тремб Силланкорва |
| |                                               |         |                                                       | Судьи: Тремб Силланкорва |
| 4 мин | Штраф                                         | 4 мин   |                                                       | Судьи: Тремб Силланкорва |
| |                                               |         |                                                       |                          |
| |                                               |         |                                                       |                          |

| 10 февраля 1968 | Чехословакия | 4:3 (0:1, 3:0, 1:2) | Финляндия | Гренобль |

| Отчёт                                                                                         | Отчёт                       | Отчёт                                                                        | Отчёт       | Отчёт                 |
| --------------------------------------------------------------------------------------------- | --------------------------- | ---------------------------------------------------------------------------- | ----------- | --------------------- |
|                                                                                               |                             |                                                                              |             |                       |
|                                                                                               | Владимир Дзурилла           | Вратари                                                                      | Урпо Илонен | Судьи: Викинг Снетков |
|                                                                                               | Голы:                       |                                                                              |             | Судьи: Викинг Снетков |
| Йозеф Голонка (Я.Хрбаты) 20:32 Ян Хавел 24:50 Вацлав Недомански 34:03 Вацлав Недомански 43:17 | 0:1 1:1 2:1 3:1 4:1 4:2 4:3 | 4:57 Матти Кеннонен 46:29 Вели Пекка Кетола 58:11 Лассе Оксанен (Й.Пелтонен) |             | Судьи: Викинг Снетков |
|                                                                                               |                             |                                                                              |             | Судьи: Викинг Снетков |
|                                                                                               |                             |                                                                              |             | Судьи: Викинг Снетков |
|                                                                                               |                             |                                                                              |             | Судьи: Викинг Снетков |
| 14 мин                                                                                        | Штраф                       | 8 мин                                                                        |             | Судьи: Викинг Снетков |
|                                                                                               |                             |                                                                              |             |                       |
|                                                                                               |                             |                                                                              |             |                       |

| 10 февраля 1968 | Швеция | 5:2 (1:0, 2:1, 2:1) | ГДР | Гренобль |

| Отчёт | Отчёт                       | Отчёт                                                       | Отчёт | Отчёт                |
| --- | --------------------------- | ----------------------------------------------------------- | ----- | -------------------- |
| |                             |                                                             |       |                      |
| | Ханс Дахллоф                | Вратари                                                     |       | Судьи: Вициск Сеглин |
| | Голы:                       |                                                             |       | Судьи: Вициск Сеглин |
| Хаакан Викберг 10:00 Хенрик Хедлунд (Л.Нильссон) 23:00 Торд Лундстрём 30:00 Хенрик Хедлунд (Л.Хенрикссон) 43:00 Лейф Хенрикссон (Х.Хедлунд) 53:00 | 1:0 1:1 2:1 3:1 4:1 4:2 5:2 | 21:00 Вольфганг Плотка (Д.Петерс) 46:00 Лотар Фукс (У.Ноак) |       | Судьи: Вициск Сеглин |
| |                             |                                                             |       | Судьи: Вициск Сеглин |
| |                             |                                                             |       | Судьи: Вициск Сеглин |
| |                             |                                                             |       | Судьи: Вициск Сеглин |
| 4 мин | Штраф                       | 6 мин                                                       |       | Судьи: Вициск Сеглин |
| |                             |                                                             |       |                      |
| |                             |                                                             |       |                      |

| 11 февраля 1968 | Канада | 3:2 | США | Гренобль |

| Отчёт                                                                                    | Отчёт                                                   | Отчёт                                                 | Отчёт                  | Отчёт                 |
| ---------------------------------------------------------------------------------------- | ------------------------------------------------------- | ----------------------------------------------------- | ---------------------- | --------------------- |
|                                                                                          |                                                         |                                                       |                        |                       |
|                                                                                          | Уэйн Стивенсон 00:00 - 21:00 Кен Бродерик 21:00 - 60:00 | Вратари                                               | 00:00 - 60:00 Пэт Рапп | Судья: Снетков Сеглин |
|                                                                                          | Голы:                                                   |                                                       |                        | Судья: Снетков Сеглин |
| Рэй Кадьё (М. Джонстон) 12:35 Маршалл Джонстон - бол 42:28 Рэй Кадьё (М. Джонстон) 47:30 | 1:0 1:1 1:2 2:2 3:2                                     | 13:00 Лэрри Плье 18:53 - мен Брюс Руитта (Дж.Каннифф) |                        | Судья: Снетков Сеглин |
|                                                                                          |                                                         |                                                       |                        | Судья: Снетков Сеглин |
|                                                                                          |                                                         |                                                       |                        | Судья: Снетков Сеглин |
|                                                                                          |                                                         |                                                       |                        | Судья: Снетков Сеглин |
| 10 мин                                                                                   | Штраф                                                   | 11 мин                                                |                        | Судья: Снетков Сеглин |
|                                                                                          |                                                         |                                                       |                        |                       |
|                                                                                          | 35 (7+11+17)                                            | Броски                                                | 16 (5+3+8)             |                       |

| 11 февраля 1968 | СССР | 9:1 (4:1, 4:0, 1:0) | ФРГ | Гренобль |

| Отчёт | Отчёт                                   | Отчёт                                          | Отчёт                                               | Отчёт                  |
| --- | --------------------------------------- | ---------------------------------------------- | --------------------------------------------------- | ---------------------- |
| |                                         |                                                |                                                     |                        |
| | Виктор Зингер 00:00 - 60:00             | Вратари                                        | 00:00 - 00:10 Гюнтер Кнаус 00:10 - 60:00 Зепп Шрамм | Судьи: Трембл Валентин |
| | Голы:                                   |                                                |                                                     | Судьи: Трембл Валентин |
| Анатолий Ионов (Ю. Моисеев) 4:19 Вячеслав Старшинов (Б. Майоров, В. Кузькин) 5:47 Виктор Полупанов (В.Блинов, А.Рагулин) - бол 7:39 Борис Майоров (В.Александров, В.Старшинов) 9:40 Юрий Моисеев (Ионов) 21:50 Вениамин Александров (Б.Майоров) 27:32 Вениамин Александров (Е.Мишаков) 31:52 Анатолий Фирсов (В.Викулов) 39:08 Виктор Полупанов (В.Викулов) 44:22 | 1:0 2:0 3:0 4:0 4:1 5:1 6:1 7:1 8:1 9:1 | 21:14 бол Лоренц Функ (А. Шлодер, Х. Майндель) |                                                     | Судьи: Трембл Валентин |
| |                                         |                                                |                                                     | Судьи: Трембл Валентин |
| |                                         |                                                |                                                     | Судьи: Трембл Валентин |
| |                                         |                                                |                                                     | Судьи: Трембл Валентин |
| 10 мин | Штраф                                   | 10 мин                                         |                                                     | Судьи: Трембл Валентин |
| |                                         |                                                |                                                     |                        |
| |                                         |                                                |                                                     |                        |

| 12 февраля 1968 | Швеция | 5:1 (1:0, 2:1, 2:0) | Финляндия | Гренобль |

| Отчёт | Отчёт                        | Отчёт                              | Отчёт                     | Отчёт                  |
| --- | ---------------------------- | ---------------------------------- | ------------------------- | ---------------------- |
| |                              |                                    |                           |                        |
| | Лейф Холмквист 00:00 - 60:00 | Вратари                            | 00:00 - 60:00 Урпо Илонен | Судьи: Кубеник Коринек |
| | Голы:                        |                                    |                           | Судьи: Кубеник Коринек |
| Хаакан Викберг (Б.Нордландер) 16:07 Свант Гранхольм (Л.Хенрикссон, Х.Хедлунд) 22:35 Ларс Нильссон (Х.Викберг) 36:49 Фолк Бенгтссон (Б.Пальмквист) 44:49 Хаакан Викберг (Л.Нильссон, Т.Лундстрём) 50:24 | 1:0 2:0 2:1 3:1 4:1 5:1      | 33:47 бол Лассе Оксанен (М. Харью) |                           | Судьи: Кубеник Коринек |
| |                              |                                    |                           | Судьи: Кубеник Коринек |
| |                              |                                    |                           | Судьи: Кубеник Коринек |
| |                              |                                    |                           | Судьи: Кубеник Коринек |
| 6 мин | Штраф                        | 0 мин                              |                           | Судьи: Кубеник Коринек |
| |                              |                                    |                           |                        |
| | 38 (12+8+18)                 | Броски                             | 15 (4+4+7)                |                        |

| 12 февраля 1968 | США | 8:1 (2:1, 4:0, 2:0) | ФРГ | Гренобль |

| Отчёт | Отчёт                               | Отчёт                        | Отчёт       | Отчёт                 |
| --- | ----------------------------------- | ---------------------------- | ----------- | --------------------- |
| |                                     |                              |             |                       |
| | Пэт Рапп                            | Вратари                      | Зепп Шрамм  | Судьи: Макевой Сеглин |
| | Голы:                               |                              |             | Судьи: Макевой Сеглин |
| Дон Росс (Дж.Канниф) 3:07 Джон Моррисон (Л.Нэнн ) 4:30 Лоу Нэнн (Т.Харли) бол 30:45 Лэрри Пльё (Дж.Канниф) 33:00 Дуг Вольмар (Б.Риутта) 36:42 Дуг Вольмар (Л.Пльё) бол 39:55 Джон Канниф (Л.Пльё) 51:51 Харли (Дж.Моррисон) 53:00 | 1:0 2:0 2:1 3:1 4:1 5:1 6:1 7:1 8:1 | 5:28 Лоренц Функ (Х.Мейндль) |             | Судьи: Макевой Сеглин |
| |                                     |                              |             | Судьи: Макевой Сеглин |
| |                                     |                              |             | Судьи: Макевой Сеглин |
| |                                     |                              |             | Судьи: Макевой Сеглин |
| 12 мин | Штраф                               | 8 мин                        |             | Судьи: Макевой Сеглин |
| |                                     |                              |             |                       |
| | 34 (9+15+10)                        | Броски                       | 27 (8+9+10) |                       |

| 12 февраля 1968 | Чехословакия | 10:3 (5:2, 1:0, 4:1) | ГДР | Гренобль |

| Отчёт | Отчёт                                                          | Отчёт                                                                                          | Отчёт                     | Отчёт                       |
| --- | -------------------------------------------------------------- | ---------------------------------------------------------------------------------------------- | ------------------------- | --------------------------- |
| |                                                                |                                                                                                |                           |                             |
| | Владимир Дзурилла 00:00 - 21:00 Владимир Надрхал 21:00 - 60:00 | Вратари                                                                                        | 00:00 - 60:00 Клаус Хирхе | Судьи: Дальберг Ситланкорва |
| | Голы:                                                          |                                                                                                |                           | Судьи: Дальберг Ситланкорва |
| Вацлав Недомански (Я.Хрбаты) 2:46 Йозеф Хорешовски (Й.Черны) 4:20 Йозеф Хорешовски - бол 10:19 Ярослав Иржик (Й.Голонка) 14:19 Йозеф Хорешовски (Я.Хрбаты) - бол 16:06 Вацлав Недомански (Й.Хорешовски) 31:15 Ян Сухи (В.Недомански, Я.Хрбаты) 53:38 Иржи Кохта (К.Масопуст) 54:24 - бол Франтишек Шевчик (Й.Голонка) 58:02 Йозеф Хорешовски (Й.Черны) 59:58 - бол | 1:0 2:0 2:1 3:1 4:1 5:1 5:2 6:2 6:3 7:3 8:3 9:3 10:3           | 5:04 Бернд Карренбауэр (Д.Петерс) 18:19 мен - Хельмут Нови 45:26 Дитмар Петерс (Б.Карренбауэр) |                           | Судьи: Дальберг Ситланкорва |
| |                                                                |                                                                                                |                           | Судьи: Дальберг Ситланкорва |
| |                                                                |                                                                                                |                           | Судьи: Дальберг Ситланкорва |
| |                                                                |                                                                                                |                           | Судьи: Дальберг Ситланкорва |
| 8 мин | Штраф                                                          | 12 мин                                                                                         |                           | Судьи: Дальберг Ситланкорва |
| |                                                                |                                                                                                |                           |                             |
| | 47 (22+12+13)                                                  | Броски                                                                                         | 29 (7+8+14)               |                             |

| 13 февраля 1968 | СССР | 3:2 (1:1, 0:0, 2:1) | Швеция | Гренобль |

| Отчёт | Отчёт                            | Отчёт                                                 | Отчёт                        | Отчёт                  |
| --- | -------------------------------- | ----------------------------------------------------- | ---------------------------- | ---------------------- |
| |                                  |                                                       |                              |                        |
| | Виктор Коноваленко 00:00 - 60:00 | Вратари                                               | 00:00 - 60:00 Лейф Холмквист | Судьи: Коринек Кубеник |
| | Голы:                            |                                                       |                              | Судьи: Коринек Кубеник |
| Анатолий Фирсов (В.Полупанов) 27:47 Анатолий Фирсов (В.Давыдов) 47:15 Виктор Блинов (А.Фирсов) - бол 49:10 | 1:0 2:0 2:1 3:1 3:2              | 13:18 Карл Эберг (Ф.Бенгтссон) 57:11 Леннарт Сведберг |                              | Судьи: Коринек Кубеник |
| |                                  |                                                       |                              | Судьи: Коринек Кубеник |
| |                                  |                                                       |                              | Судьи: Коринек Кубеник |
| |                                  |                                                       |                              | Судьи: Коринек Кубеник |
| 8 мин | Штраф                            | 6 мин                                                 |                              | Судьи: Коринек Кубеник |
| |                                  |                                                       |                              |                        |
| | 30 (10-12-8)                     | Броски                                                | 24 (8-5-11)                  |                        |

| 13 февраля 1968 | Канада | 3:2 (0:0, 4:1,2:0) | Чехословакия | Гренобль |

| Отчёт                                                                                      | Отчёт                      | Отчёт                                                        | Отчёт                           | Отчёт                 |
| ------------------------------------------------------------------------------------------ | -------------------------- | ------------------------------------------------------------ | ------------------------------- | --------------------- |
|                                                                                            |                            |                                                              |                                 |                       |
|                                                                                            | Кен Бродерик 00:00 - 60:00 | Вратари                                                      | 00:00 - 60:00 Владимир Дзурилла | Судьи: Снетков Сеглин |
|                                                                                            | Голы:                      |                                                              |                                 | Судьи: Снетков Сеглин |
| Фрэнсис Хакк (Р. Кадью) 22:09 Роджер Бурбонне (Т. О`Мэлли) 27:52 Рэй Кадью (Ф. Хакк) 32:42 | 1:0 2:0 3:0 3:1 3:2        | 40:51 Ян Хавел (Й. Черны) 41:52 Вацлав Недомански (И. Холик) |                                 | Судьи: Снетков Сеглин |
|                                                                                            |                            |                                                              |                                 | Судьи: Снетков Сеглин |
|                                                                                            |                            |                                                              |                                 | Судьи: Снетков Сеглин |
|                                                                                            |                            |                                                              |                                 | Судьи: Снетков Сеглин |
| 2 мин                                                                                      | Штраф                      | 2 мин                                                        |                                 | Судьи: Снетков Сеглин |
|                                                                                            |                            |                                                              |                                 |                       |
|                                                                                            | 25 (8+12+5)                | Броски                                                       | 34 (12+11+11)                   |                       |

| 14 февраля 1968 | Финляндия | 3:2 (2:1, 1:0, 0:1) | ГДР | Гренобль |

| Отчёт                                                                                        | Отчёт                     | Отчёт                                            | Отчёт                       | Отчёт                  |
| -------------------------------------------------------------------------------------------- | ------------------------- | ------------------------------------------------ | --------------------------- | ---------------------- |
|                                                                                              |                           |                                                  |                             |                        |
|                                                                                              | Урпо Илонен 00:00 - 60:00 | Вратари                                          | 00:00 - 60:00 Дитер Пюршель | Судьи: Букала Дальберг |
|                                                                                              | Голы:                     |                                                  |                             | Судьи: Букала Дальберг |
| Матью Харью - мен 2:49 Матью Харью (Л.Оксанен) - бол 16:46 Матти Кейнонен (Ю.Вальстен) 25:03 | 1:0 2:0 2:1 3:1 3:2       | 18:47 Ульрих Ноак (В.Плотка) 41:31 Дитмар Петерс |                             | Судьи: Букала Дальберг |
|                                                                                              |                           |                                                  |                             | Судьи: Букала Дальберг |
|                                                                                              |                           |                                                  |                             | Судьи: Букала Дальберг |
|                                                                                              |                           |                                                  |                             | Судьи: Букала Дальберг |
| 4 мин                                                                                        | Штраф                     | 6 мин                                            |                             | Судьи: Букала Дальберг |
|                                                                                              |                           |                                                  |                             |                        |
|                                                                                              | 38 (12+14+12)             | Броски                                           | 17 (4+4+9)                  |                        |

| 15 февраля 1968 | США | 6:4 (3:1, 1:1, 2:2) | ГДР | Гренобль |

| Отчёт | Отчёт                                   | Отчёт | Отчёт                                                 | Отчёт                 |
| --- | --------------------------------------- | --- | ----------------------------------------------------- | --------------------- |
| |                                         | |                                                       |                       |
| | Пэт Рапп 00:00 - 60:00                  | Вратари | 00:00 - 21:00 Дитер Пюршель 21:00 - 60:00 Клаус Хирхи | Судьи: Кубеник Сеглин |
| | Голы:                                   | |                                                       | Судьи: Кубеник Сеглин |
| Дуг Вольмар (Л.Пло) 5:09 Пол Харли (Дж.Моррисон, Д.Росс) 14:58 Лэрри Стордал (Х.Брукс, Харли) 18:05 Лэн Лилихольм (Дж.Моррисон) - бол 35:48 Лэрри Стордал (Харли, Х.Брукс) 58:59 Пол Харли (Л.Лилихольм, Дж.Моррисон) 59:26 | 1:0 2:0 3:0 3:1 3:2 4:2 4:3 4:4 5:4 6:4 | 19:18 Бернд Карренбауэр (Д.Петерс) 28:44 Лотар Фукс 41:52 Лотар Фукс (Д.Петерс) 46:52 Бернд Карренбауэр (Д.Петерс) |                                                       | Судьи: Кубеник Сеглин |
| |                                         | |                                                       | Судьи: Кубеник Сеглин |
| |                                         | |                                                       | Судьи: Кубеник Сеглин |
| |                                         | |                                                       | Судьи: Кубеник Сеглин |
| 2 мин | Штраф                                   | 4 мин |                                                       | Судьи: Кубеник Сеглин |
| |                                         | |                                                       |                       |
| |                                         | |                                                       |                       |

| 15 февраля 1968 | Канада | 3:0 (2:0, 0:0, 1:0) | Швеция | Гренобль |

| Отчёт                                                                                         | Отчёт                      | Отчёт   | Отчёт                    | Отчёт                      |
| --------------------------------------------------------------------------------------------- | -------------------------- | ------- | ------------------------ | -------------------------- |
|                                                                                               |                            |         |                          |                            |
|                                                                                               | Кен Бродерик 00:00 - 60:00 | Вратари | 00:00 - 60:00 Хольмстрём | Судьи: Коринек Силланкорва |
|                                                                                               | Голы:                      |         |                          | Судьи: Коринек Силланкорва |
| Маршалл Джонстон (Д. О`Ши) 9:16 Гэрри Пиндер (Г. Дайнин) 12:30 Дэнни О`Ши (Р. Бурбонне) 54:52 | 1:0 2:0 3:0                |         |                          | Судьи: Коринек Силланкорва |
|                                                                                               |                            |         |                          | Судьи: Коринек Силланкорва |
|                                                                                               |                            |         |                          | Судьи: Коринек Силланкорва |
|                                                                                               |                            |         |                          | Судьи: Коринек Силланкорва |
| 12 мин                                                                                        | Штраф                      | 4 мин   |                          | Судьи: Коринек Силланкорва |
|                                                                                               |                            |         |                          |                            |
|                                                                                               | 27 (12+10+5)               | Броски  | 25 (5+12+8)              |                            |

| 15 февраля 1968 | Чехословакия | 5:4 (3:1, 1:1, 1:2) | СССР | Гренобль |

| Отчёт | Отчёт                               | Отчёт | Отчёт                            | Отчёт                  |
| --- | ----------------------------------- | --- | -------------------------------- | ---------------------- |
| |                                     | |                                  |                        |
| | Владимир Дзурилла 00:00 - 60:00     | Вратари | 00:00 - 60:00 Виктор Коноваленко | Судьи: Трембл Дальберг |
| | Голы:                               | |                                  | Судьи: Трембл Дальберг |
| Франтишек Шевчик (Й.Хорешовски, Я.Иржик) - бол 14:33 Петр Гейма (Я.Иржик, Ф.Шевчик) - бол 17:40 Ян Гавел (Й.Черны) 18:06 Йозеф Голонка (Я.Сухи) 38:38 Ярослав Иржик (Й.Голонка) 56:01 | 0:1 1:1 2:1 3:1 3:2 4:2 5:2 5:3 5:4 | 00:28 Борис Майоров (Е. Зимин) 27:03 - бол Виктор Блинов (А.Фирсов) 56:30 Виктор Полупанов (В.Викулов) 57:34 Борис Майоров (В.Старшинов) |                                  | Судьи: Трембл Дальберг |
| |                                     | |                                  | Судьи: Трембл Дальберг |
| |                                     | |                                  | Судьи: Трембл Дальберг |
| |                                     | |                                  | Судьи: Трембл Дальберг |
| 14 мин | Штраф                               | 12 мин |                                  | Судьи: Трембл Дальберг |
| |                                     | |                                  |                        |
| | 26 (12+9+5)                         | Броски | 31 ( 10+11+10)                   |                        |

| 16 февраля 1968 | Финляндия | 4:1 (2:1, 1:0, 1:0) | ФРГ | Гренобль |

| Отчёт | Отчёт                     | Отчёт              | Отчёт                    | Отчёт                 |
| --- | ------------------------- | ------------------ | ------------------------ | --------------------- |
| |                           |                    |                          |                       |
| | Урпо Илонен 00:00 - 60:00 | Вратари            | 00:00 - 60:00 Зепп Шрамм | Судьи: Коринек Букала |
| | Голы:                     |                    |                          | Судьи: Коринек Букала |
| Пекка Лейму (Пелтонен) 4:06 Вели-Пекка Кетола (Л.Оксанен) - бол 10:40 Пекка Лейму (Пелтонен) - бол 33:18 Йорма Пелтонен - мен 43:22 | 1:0 2:0 2:1 3:1 4:1       | 12:07 Алоиз Шлодер |                          | Судьи: Коринек Букала |
| |                           |                    |                          | Судьи: Коринек Букала |
| |                           |                    |                          | Судьи: Коринек Букала |
| |                           |                    |                          | Судьи: Коринек Букала |
| 26 мин | Штраф                     | 18 мин             |                          | Судьи: Коринек Букала |
| |                           |                    |                          |                       |
| | 21 (7+7+7)                | Броски             | 21 (11+5+5)              |                       |

| 17 февраля 1968 | ФРГ | 4:2 (1:0, 2:1, 1:1) | ГДР | Гренобль |

| Отчёт | Отчёт                    | Отчёт                                                        | Отчёт                                                 | Отчёт                  |
| --- | ------------------------ | ------------------------------------------------------------ | ----------------------------------------------------- | ---------------------- |
| |                          |                                                              |                                                       |                        |
| | Зепп Шрамм 00:00 - 60:00 | Вратари                                                      | 00:00 - 37:00 Дитер Пюршель 37:00 - 60:00 Клаус Хирхе | Судьи: Макевой Коринек |
| | Голы:                    |                                                              |                                                       | Судьи: Макевой Коринек |
| Лоренц Функ (Х.Майндель) - бол 10:38 Леонард Вайтль (Л.Функ) 25:03 Густав Ханиг (Э.Кёпф) 36:01 Петер Лакс (Х.Майндель) 53:16 | 1:0 2:0 3:0 3:1 3:2 4:2  | 37:02 Бернд Хиллер (У.Ноак) 44:08 Лотар Фукс (Б.Карренбауэр) |                                                       | Судьи: Макевой Коринек |
| |                          |                                                              |                                                       | Судьи: Макевой Коринек |
| |                          |                                                              |                                                       | Судьи: Макевой Коринек |
| |                          |                                                              |                                                       | Судьи: Макевой Коринек |
| 10 мин | Штраф                    | 8 мин                                                        |                                                       | Судьи: Макевой Коринек |
| |                          |                                                              |                                                       |                        |
| | 31 (8+14+9)              | Броски                                                       | 21 (0+9+12)                                           |                        |

| 17 февраля 1968 | Финляндия | 1:1 (1:1, 0:0, 0:0) | США | Гренобль |

| Отчёт                | Отчёт       | Отчёт                    | Отчёт        | Отчёт                 |
| -------------------- | ----------- | ------------------------ | ------------ | --------------------- |
|                      |             |                          |              |                       |
|                      | Урпо Илонен | Вратари                  | Пэт Рапп     | Судьи: Кубеник Сеглин |
|                      | Голы:       |                          |              | Судьи: Кубеник Сеглин |
| Юхани Вальстен 10:47 | 0:1 1:1     | 9:08 Дуг Вольмар (Харли) |              | Судьи: Кубеник Сеглин |
|                      |             |                          |              | Судьи: Кубеник Сеглин |
|                      |             |                          |              | Судьи: Кубеник Сеглин |
|                      |             |                          |              | Судьи: Кубеник Сеглин |
| 0 мин                | Штраф       | 4 мин                    |              | Судьи: Кубеник Сеглин |
|                      |             |                          |              |                       |
|                      | 24 (6+8+10) | Броски                   | 34 (10+15+9) |                       |

| 17 февраля 1968 | Швеция | 2:2 (1:1, 1:0, 0:1) | Чехословакия | Гренобль |

| Отчёт                                                                | Отчёт           | Отчёт                                                   | Отчёт             | Отчёт                     |
| -------------------------------------------------------------------- | --------------- | ------------------------------------------------------- | ----------------- | ------------------------- |
|                                                                      |                 |                                                         |                   |                           |
|                                                                      | Лейф Холмквист  | Вратари                                                 | Владимир Дзурилла | Судьи: Трембл Силланкорва |
|                                                                      | Голы:           |                                                         |                   | Судьи: Трембл Силланкорва |
| Фолк Бенгтссон (Т.Лундстрём) 4:09 Лейф Хенрикссон (Л.Сведберг) 35:40 | 1:0 1:1 2:1 2:2 | 15:29 Йозеф Голонка (Я.Иржик, Ф.Шевчик) 46:22 Ян Хрбаты |                   | Судьи: Трембл Силланкорва |
|                                                                      |                 |                                                         |                   | Судьи: Трембл Силланкорва |
|                                                                      |                 |                                                         |                   | Судьи: Трембл Силланкорва |
|                                                                      |                 |                                                         |                   | Судьи: Трембл Силланкорва |
| 4 мин                                                                | Штраф           | 2 мин                                                   |                   | Судьи: Трембл Силланкорва |
|                                                                      |                 |                                                         |                   |                           |
|                                                                      | 38 (12+8+18)    | Броски                                                  | 15 (4+4+7)        |                           |

| 17 февраля 1968 | СССР | 5:0 (1:0, 1:0, 3:0) | Канада | Гренобль |

| Отчёт | Отчёт               | Отчёт   | Отчёт        | Отчёт                  |
| --- | ------------------- | ------- | ------------ | ---------------------- |
| |                     |         |              |                        |
| | Виктор Коноваленко  | Вратари | Кен Бродерик | Судьи: Трембл Дальберг |
| | Голы:               |         |              | Судьи: Трембл Дальберг |
| Анатолий Фирсов (В.Викулов) - мен 14:51 Евгений Мишаков (Ю.Моисеев) 32:44 Вячеслав Старшинов 41:21 Евгений Зимин (В.Старшинов, В.Давыдов) - бол 48:44 Анатолий Фирсов (В.Викулов) 53:59 | 1:0 2:0 3:0 4:0 5:0 |         |              | Судьи: Трембл Дальберг |
| |                     |         |              | Судьи: Трембл Дальберг |
| |                     |         |              | Судьи: Трембл Дальберг |
| |                     |         |              | Судьи: Трембл Дальберг |
| 4 мин | Штраф               | 12 мин  |              | Судьи: Трембл Дальберг |
| |                     |         |              |                        |
| | 32 (11+5+16)        | Броски  | 25 (7+12+6)  |                        |

## Статистика

### Самые результативные игроки
| Игрок              | Результат |
| ------------------ | --------- |
| Анатолий Фирсов    | 16 (12+4) |
| Виктор Полупанов   | 12 (6+6)  |
| Вячеслав Старшинов | 12 (6+6)  |
| Владимир Викулов   | 12 (2+10) |
| Йозеф Голонка      | 10 (4+6)  |
| Фрэнсис Хакк       | 9 (4+5)   |
| Ян Грбаты          | 9 (2+7)   |

### Лучшие игроки
| Игрок             | Позиция    |
| ----------------- | ---------- |
| Кен Бродерик      | Вратарь    |
| Йосеф Горешовский | Защитник   |
| Анатолий Фирсов   | Нападающий |

### Символическая сборная
Вратарь:  Кен Бродерик

Защитники:  Леннарт Сведберг —  Ян Сухи

Нападающие:  Анатолий Фирсов —  Фрэнсис Хакк —  Франтишек Шевчик

### Медалисты
| Вратари                 | И | ПШ | ШВ |    |    |
| 20. Виктор Коноваленко  | 5 | 9  | 0  |    |    |
| 1. Виктор Зингер        | 2 | 1  | 0  |    |    |
| Защитники               | И | Г  | П  | О  | ШВ |
| 4. Виктор Блинов        | 7 | 4  | 2  | 6  | 10 |
| 2. Виталий Давыдов      | 7 | 0  | 4  | 4  | 4  |
| 15. Виктор Кузькин      | 7 | 1  | 1  | 2  | 0  |
| 5. Александр Рагулин    | 7 | 0  | 2  | 2  | 2  |
| 3. Олег Зайцев          | 7 | 1  | 0  | 1  | 4  |
| 6. Игорь Ромишевский    | 7 | 0  | 0  | 0  | 4  |
| Нападающие              | И | Г  | П  | О  | ШВ |
| 11. Анатолий Фирсов     | 7 | 12 | 4  | 16 | 4  |
| 12. Виктор Полупанов    | 7 | 6  | 6  | 12 | 10 |
| 18. Вячеслав Старшинов  | 7 | 6  | 6  | 12 | 2  |
| 17. Владимир Викулов    | 7 | 2  | 10 | 12 | 2  |
| 9. Борис Майоров        | 7 | 3  | 3  | 6  | 2  |
| 10. Евгений Мишаков     | 7 | 4  | 1  | 5  | 2  |
| 19. Юрий Моисеев        | 7 | 2  | 4  | 6  | 6  |
| 16. Анатолий Ионов      | 6 | 1  | 2  | 3  | 2  |
| 8. Вениамин Александров | 4 | 3  | 3  | 6  | 0  |
| 14. Евгений Зимин       | 4 | 3  | 2  | 5  | 8  |

| Вратари                | И | ПШ | ШВ |    |    |
| 18. Владимир Дзурилла  | 7 | 16 | 0  |    |    |
| 1. Владимир Надрхал    | 1 | 1  | 0  |    |    |
| Защитники              | И | Г  | П  | О  | ШВ |
| 5. Йосеф Горешовский   | 7 | 4  | 2  | 6  | 2  |
| 17. Ян Сухи            | 7 | 2  | 4  | 6  | 8  |
| 2. Карел Масопуст      | 7 | 0  | 1  | 1  | 6  |
| 4. Олдржих Махач       | 7 | 0  | 0  | 0  | 2  |
| 7. Франтишек Поспишил  | 5 | 0  | 1  | 1  | 6  |
| Нападающие             | И | Г  | П  | О  | ШВ |
| 9. Йозеф Голонка       | 7 | 4  | 6  | 10 | 8  |
| 10. Ян Грбаты          | 7 | 2  | 7  | 9  | 2  |
| 14. Вацлав Недоманский | 7 | 5  | 2  | 7  | 4  |
| 21. Ян Гавел           | 7 | 5  | 1  | 6  | 2  |
| 15. Йозеф Черны        | 7 | 0  | 6  | 6  | 0  |
| 8. Франтишек Шевчик    | 7 | 3  | 2  | 5  | 4  |
| 19. Петр Хейма         | 7 | 3  | 0  | 3  | 4  |
| 20. Иржи Холик         | 7 | 1  | 1  | 2  | 4  |
| 16. Ярослав Иржик      | 4 | 3  | 3  | 6  | 0  |
| 12. Иржи Кохта         | 4 | 1  | 0  | 1  | 0  |
| 11. Ян Клапач          | 3 | 0  | 0  | 0  | 4  |

| Вратари              | И | ПШ | ШВ |   |    |
| 1. Кен Бродерик      | 5 | 12 | 0  |   |    |
| 21. Уэйн Стивенсон   | 3 | 3  | 0  |   |    |
| Защитники            | И | Г  | П  | О | ШВ |
| 10. Маршалл Джонстон | 7 | 2  | 5  | 7 | 2  |
| 4. Бэрри Маккензи    | 7 | 0  | 2  | 2 | 8  |
| 5. Брайан Гленни     | 7 | 0  | 1  | 1 | 10 |
| 3. Пол Конлин        | 0 | 0  | 0  | 0 | 0  |
| 2. Терри О'Мэлли     | 6 | 0  | 3  | 3 | 2  |
| Нападающие           | И | Г  | П  | О | ШВ |
| 9. Фрэнсис Хакк      | 7 | 4  | 5  | 9 | 10 |
| 20. Моррис Мотт      | 7 | 5  | 1  | 6 | 2  |
| 8. Роже Бурбоннэ     | 7 | 4  | 2  | 6 | 0  |
| 16. Раймон Кадье     | 7 | 4  | 2  | 6 | 0  |
| 18. Дэнни О'Ши       | 7 | 3  | 3  | 6 | 10 |
| 11. Тед Харгривз     | 7 | 1  | 2  | 3 | 0  |
| 7. Гэри Дайнин       | 7 | 1  | 2  | 3 | 6  |
| 17. Стивен Монтэйс   | 7 | 1  | 0  | 1 | 0  |
| 15. Джерри Пиндер    | 7 | 1  | 0  | 1 | 2  |
| 12. Билл Макмиллан   | 6 | 1  | 2  | 3 | 0  |
| 14. Херб Пиндер      | 2 | 1  | 0  | 1 | 2  |

### Олимпийский пьедестал
| Медаль  | Сборная      |
| Золото  | СССР         |
| Серебро | Чехословакия |
| Бронза  | Канада       |

### Пьедестал ЧМ-1968
| Медаль  | Сборная      |
| Золото  | СССР         |
| Серебро | Чехословакия |
| Бронза  | Канада       |

### Пьедестал чемпионата Европы
| Медаль  | Сборная      |
| Золото  | СССР         |
| Серебро | Чехословакия |
| Бронза  | Швеция       |

## Чемпион
| Чемпион мира 1968  |
| СССР Восьмой титул |

| Чемпион Европы 1968    |
| СССР Двенадцатый титул |

| Олимпийский чемпион 1968 |
| СССР Третий титул        |